# Liste des membres du gouvernement français chargés de l'Enfance
Le ministre délégué, le secrétaire d'État, ou le sous-secrétaire d'état français à l'enfance est un membre de gouvernement français chargé de la mise en place des politiques gouvernementales en matière de protection de l'enfance notamment. 
La première titulaire d'un portefeuille ministériel comprenant l'enfance est Suzanne Lacore dans le gouvernement Blum I. 
L'actuelle titulaire est Catherine Vautrin, ministre du Travail, de la Santé, des Solidarités et des Familles, dans le gouvernement François Bayrou. Elle est également chargée de l'enfance bien que cela ne soit pas clairement mentionné dans l'intitulé du ministère. En effet, « la mention de l’enfance a complètement disparu des attributs des différents ministères »,,. 
C'est pourquoi a été créé en février 2025 un Haut-commissariat à l'Enfance, occupé par Sarah El Haïryi.

## Missions et attributions
La secrétaire d'État Charlotte Caubel était chargée, en lien avec plusieurs ministres, de :
- la prise en charge des mineurs et jeunes majeurs protégés par l’aide sociale à l’enfance (ASE),
- la garantie de l’égalité et de la qualité de la protection de l’enfance sur tout le territoire,
- l’insertion sociale et professionnelle des jeunes majeurs protégés ;
- la lutte contre toutes les formes de violences faites aux enfants,
- la participation et le suivi des stratégies et textes pour l’enfance portées par l’Union européenne et les organisations internationales[6].

Elle coordonnait, avec le Premier ministre, le comité interministériel à l'enfance.

## Histoire
Le sujet de l'Enfance était, avant le 20 mai 2022, le plus souvent regroupé avec la Famille. Le premier poste ministériel faisant référence à l'Enfance est le ministère délégué à la Famille et à l'Enfance de Ségolène Royal.
En 2021, le secrétaire d'État chargé de la Famille et de l'Enfance, Adrien Taquet, est chargé, par le président de la République Emmanuel Macron, de créer la Commission indépendante sur l'inceste et les violences sexuelles faites aux enfants (CIIVISE).
Le 20 mai 2022 a été créé au sein du gouvernement Borne un secrétariat d'État chargé de l'Enfance pour l'ancienne directrice de la Protection judiciaire de la jeunesse Charlotte Caubel. Depuis cette nomination, le membre du gouvernement chargé de l'Enfance dispose, en lien avec le ministre de la Justice, de cette direction.
Le 20 novembre 2023 est dévoilé par Élisabeth Borne et Charlotte Caubel le Plan 2023-2027 contre les violences faites aux enfants, résultat du comité interministériel pour l'Enfance.
Le 8 février 2024, Sarah El Haïry succède à Charlotte Caubel comme ministre déléguée chargée de l'Enfance, de la Jeunesse et des Familles.

## Liste des ministres français chargés de l'Enfance

### IIIe République
| Ministre ou secrétaire d'État | Ministre ou secrétaire d'État | Intitulé                                                                          | Parti                      | Ministre de tutelle        | Intitulé du ministre de tutelle | Gouvernement               | Dates                      |
| Présidence d'Albert Lebrun    | Présidence d'Albert Lebrun    | Présidence d'Albert Lebrun                                                        | Présidence d'Albert Lebrun | Présidence d'Albert Lebrun | Présidence d'Albert Lebrun      | Présidence d'Albert Lebrun | Présidence d'Albert Lebrun |
| ----------------------------- | ----------------------------- | --------------------------------------------------------------------------------- | -------------------------- | -------------------------- | ------------------------------- | -------------------------- | -------------------------- |
|                               | Suzanne Lacore                | Sous-secrétaire d'État à la Santé Publique, chargée de la Protection de l'Enfance | SFIO                       | Henri Sellier              | Ministre de la Santé publique   | Blum I                     | 05/06/1936-21/06/1937      |

### Régime de Vichy
| Nom             | Nom               | Intitulé                                                 | Parti           | Ministre de tutelle | Intitulé du ministre de tutelle        | Gouvernement    | Dates                 |
| Philippe Pétain | Philippe Pétain   | Philippe Pétain                                          | Philippe Pétain | Philippe Pétain     | Philippe Pétain                        | Philippe Pétain | Philippe Pétain       |
| --------------- | ----------------- | -------------------------------------------------------- | --------------- | ------------------- | -------------------------------------- | --------------- | --------------------- |
|                 | Jean Ybarnégaray  | Ministre secrétaire d'État à la Jeunesse et à la Famille | PSF             | Plein exercice      | Plein exercice                         | Laval V         | 16/07/1940-13/12/1940 |
| Aucun titulaire | Aucun titulaire   | Aucun titulaire                                          | Aucun titulaire | Aucun titulaire     | Aucun titulaire                        | Flandin II      | 14/12/1940-09/02/1941 |
|                 | Jacques Chevalier | Secrétaire d'État à la Famille et à la Santé             | DXD             | Charles Huntziger   | Ministre secrétaire d'État à la Guerre | Darlan          | 10/02/1941-11/08/1941 |
|                 | Serge Huard       | Secrétaire d'État à la Famille et à la Santé             | DXD             | Charles Huntziger   | Ministre secrétaire d'État à la Guerre | Darlan          | 11/08/1941-18/04/1942 |
|                 | Raymond Grasset   | Ministre de la Famille et de la Santé                    | DVG             | Plein exercice      | Plein exercice                         | Laval VI        | 18/04/1942-01/09/1944 |

### Gouvernement provisoire de la République Française
| Nom                                               | Nom              | Intitulé                                          | Parti | Ministre de tutelle | Intitulé du ministre de tutelle | Gouvernement | Dates                 |
| ------------------------------------------------- | ---------------- | ------------------------------------------------- | ----- | ------------------- | ------------------------------- | ------------ | --------------------- |
|                                                   | François Billoux | Ministre de la Santé publique                     | PCF   | Plein exercice      | Plein exercice                  | De Gaulle I  | 10/09/1944-21/11/1945 |
|                                                   | Robert Prigent   | Ministre de la Population                         | MRP   | Plein exercice      | Plein exercice                  | De Gaulle II | 21/11/1945-28/11/1946 |
| Ministre de la Santé publique et de la Population | Robert Prigent   | Gouin                                             | MRP   | Plein exercice      | Plein exercice                  |              | 21/11/1945-28/11/1946 |
| Ministre de la Population                         | Robert Prigent   | Bidault I                                         | MRP   | Plein exercice      | Plein exercice                  |              | 21/11/1945-28/11/1946 |
|                                                   | Pierre Ségelle   | Ministre de la Santé publique et de la Population | SFIO  | Plein exercice      | Plein exercice                  | Blum III     | 16/12/1946-22/01/1947 |

### IVeRépublique
| Nom                          | Nom                          | Intitulé                                          | Parti                        | Ministre de tutelle          | Intitulé du ministre de tutelle | Gouvernement                 | Dates                        |
| Présidence de Vincent Auriol | Présidence de Vincent Auriol | Présidence de Vincent Auriol                      | Présidence de Vincent Auriol | Présidence de Vincent Auriol | Présidence de Vincent Auriol    | Présidence de Vincent Auriol | Présidence de Vincent Auriol |
| ---------------------------- | ---------------------------- | ------------------------------------------------- | ---------------------------- | ---------------------------- | ------------------------------- | ---------------------------- | ---------------------------- |
|                              | Georges Marrane              | Ministre de la Santé publique et de la Population | PCF                          | Plein exercice               | Plein exercice                  | Ramadier I                   | 22/01/1947-04/05/1947        |
|                              | Robert Prigent               | Ministre de la Santé publique et de la Population | MRP                          | Plein exercice               | Plein exercice                  | Ramadier I                   | 09/05/1947-22/10/1947        |
|                              | Germaine Poinso-Chapuis      | Ministre de la Santé publique et de la Population | MRP                          | Plein exercice               | Plein exercice                  | Schuman I                    | 24/11/1947-26/07/1948        |
|                              | Pierre Schneiter             | Ministre de la Santé publique et de la Population | MRP                          | Plein exercice               | Plein exercice                  | Marie                        | 26/01/1948-11/08/1951        |
| Schuman II                   | Pierre Schneiter             | Ministre de la Santé publique et de la Population | MRP                          | Plein exercice               | Plein exercice                  |                              | 26/01/1948-11/08/1951        |
| Queuille I                   | Pierre Schneiter             | Ministre de la Santé publique et de la Population | MRP                          | Plein exercice               | Plein exercice                  |                              | 26/01/1948-11/08/1951        |
| Bidault II                   | Pierre Schneiter             | Ministre de la Santé publique et de la Population | MRP                          | Plein exercice               | Plein exercice                  |                              | 26/01/1948-11/08/1951        |
| Bidault III                  | Pierre Schneiter             | Ministre de la Santé publique et de la Population | MRP                          | Plein exercice               | Plein exercice                  |                              | 26/01/1948-11/08/1951        |
| Queuille II                  | Pierre Schneiter             | Ministre de la Santé publique et de la Population | MRP                          | Plein exercice               | Plein exercice                  |                              | 26/01/1948-11/08/1951        |
| Pleven I                     | Pierre Schneiter             | Ministre de la Santé publique et de la Population | MRP                          | Plein exercice               | Plein exercice                  |                              | 26/01/1948-11/08/1951        |
| Queuille III                 | Pierre Schneiter             | Ministre de la Santé publique et de la Population | MRP                          | Plein exercice               | Plein exercice                  |                              | 26/01/1948-11/08/1951        |
|                              | Paul Ribeyre                 | Ministre de la Santé publique et de la Population | CNIP                         | Plein exercice               | Plein exercice                  | Pleven II                    | 11/08/1951-08/01/1953        |
| Faure I                      | Paul Ribeyre                 | Ministre de la Santé publique et de la Population | CNIP                         | Plein exercice               | Plein exercice                  |                              | 11/08/1951-08/01/1953        |
| Pinay                        | Paul Ribeyre                 | Ministre de la Santé publique et de la Population | CNIP                         | Plein exercice               | Plein exercice                  |                              | 11/08/1951-08/01/1953        |

### Ve République
| Ministre ou secrétaire d'État                                                                                                  | Ministre ou secrétaire d'État                               | Intitulé                                                                                               | Parti                           | Ministre de tutelle                                     | Intitulé du ministre de tutelle                                                         | Gouvernement                                                     | Dates                           |
| Présidence de Charles de Gaulle                                                                                                | Présidence de Charles de Gaulle                             | Présidence de Charles de Gaulle                                                                        | Présidence de Charles de Gaulle | Présidence de Charles de Gaulle                         | Présidence de Charles de Gaulle                                                         | Présidence de Charles de Gaulle                                  | Présidence de Charles de Gaulle |
| --- | ----------------------------------------------------------- | --- | ------------------------------- | ------------------------------------------------------- | --------------------------------------------------------------------------------------- | ---------------------------------------------------------------- | ------------------------------- |
| | Marie-Madeleine Dienesch                                    | Secrétaire d'État aux Affaires sociales                                                                | UDR                             | Maurice Schumann                                        | Ministre d'État, chargé des Affaires sociales                                           | Couve de Murville                                                | 11/07/1968-20/06/1969           |
| Présidence de Georges Pompidou                                                                                                 |                                                             | |                                 |                                                         |                                                                                         |                                                                  |                                 |
| | Marie-Madeleine Dienesch                                    | Secrétaire d'État                                                                                      | UDR                             | Robert Boulin                                           | Ministre de la Santé publique et de la Sécurité sociale                                 | Chaban-Delmas                                                    | 20/06/1969-05/07/1972           |
| Jean Foyer | Marie-Madeleine Dienesch                                    | Secrétaire d'État                                                                                      | UDR                             | Ministre de la Santé publique                           | Messmer 1                                                                               | 06/07/1972-05/04/1973                                            |                                 |
| Michel Poniatowski | Marie-Madeleine Dienesch                                    | Secrétaire d'État                                                                                      | UDR                             | Ministre de la Santé publique et de la Sécurité sociale | Messmer 2                                                                               | 05/04/1973-01/03/1974                                            |                                 |
| Michel Poniatowski | Marie-Madeleine Dienesch                                    | Secrétaire d'État                                                                                      | UDR                             | Ministre de la Santé publique et de la Sécurité sociale | Messmer 3                                                                               | 01/03/194-27/05/1974                                             |                                 |
| Présidence de Valéry Giscard d'Estaing                                                                                         |                                                             | |                                 |                                                         |                                                                                         |                                                                  |                                 |
| | René Lenoir                                                 | Secrétaire d'État chargé de l'Action sociale,                                                          | PRV                             | Simone Veil                                             | Ministre de la Santé                                                                    | Chirac 1                                                         | 08/06/1974-31/03/1978           |
| Barre 1 | René Lenoir                                                 | Secrétaire d'État chargé de l'Action sociale,                                                          | PRV                             | Simone Veil                                             | Ministre de la Santé                                                                    |                                                                  | 08/06/1974-31/03/1978           |
| Ministre de la Santé et de la Sécurité sociale                                                                                 | René Lenoir                                                 | Secrétaire d'État chargé de l'Action sociale,                                                          | PRV                             | Simone Veil                                             | Barre 2                                                                                 |                                                                  | 08/06/1974-31/03/1978           |
| | Simone Veil                                                 | Ministre de la Santé et de la Famille                                                                  | DVD                             | Plein exercice                                          | Plein exercice                                                                          | Barre 3                                                          | 05/05/1978-04/07/1979           |
| Aucun titulaire | Aucun titulaire                                             | Aucun titulaire                                                                                        | Aucun titulaire                 | Aucun titulaire                                         | Aucun titulaire                                                                         | Barre 3                                                          | 04/07/1979-22/05/1981           |
| Présidence de François Mitterand                                                                                               |                                                             | |                                 |                                                         |                                                                                         |                                                                  |                                 |
| Aucun titulaire | Aucun titulaire                                             | Aucun titulaire                                                                                        | Aucun titulaire                 | Aucun titulaire                                         | Aucun titulaire                                                                         | Mauroy 1                                                         | 22/05/1981-11/05/1995           |
| Aucun titulaire | Aucun titulaire                                             | Aucun titulaire                                                                                        | Aucun titulaire                 | Aucun titulaire                                         | Aucun titulaire                                                                         | Mauroy 2                                                         | 22/05/1981-11/05/1995           |
| Aucun titulaire | Aucun titulaire                                             | Aucun titulaire                                                                                        | Aucun titulaire                 | Aucun titulaire                                         | Aucun titulaire                                                                         | Mauroy 3                                                         | 22/05/1981-11/05/1995           |
| Aucun titulaire | Aucun titulaire                                             | Aucun titulaire                                                                                        | Aucun titulaire                 | Aucun titulaire                                         | Aucun titulaire                                                                         | Chirac 2                                                         | 22/05/1981-11/05/1995           |
| Aucun titulaire | Aucun titulaire                                             | Aucun titulaire                                                                                        | Aucun titulaire                 | Aucun titulaire                                         | Aucun titulaire                                                                         | Rocard 1                                                         | 22/05/1981-11/05/1995           |
| Aucun titulaire | Aucun titulaire                                             | Aucun titulaire                                                                                        | Aucun titulaire                 | Aucun titulaire                                         | Aucun titulaire                                                                         | Rocard 2                                                         | 22/05/1981-11/05/1995           |
| Aucun titulaire | Aucun titulaire                                             | Aucun titulaire                                                                                        | Aucun titulaire                 | Aucun titulaire                                         | Aucun titulaire                                                                         | Cresson                                                          | 22/05/1981-11/05/1995           |
| Aucun titulaire | Aucun titulaire                                             | Aucun titulaire                                                                                        | Aucun titulaire                 | Aucun titulaire                                         | Aucun titulaire                                                                         | Bérégovoy                                                        | 22/05/1981-11/05/1995           |
| Aucun titulaire | Aucun titulaire                                             | Aucun titulaire                                                                                        | Aucun titulaire                 | Aucun titulaire                                         | Aucun titulaire                                                                         | Balladur                                                         | 22/05/1981-11/05/1995           |
| Présidence de Jacques Chirac                                                                                                   |                                                             | |                                 |                                                         |                                                                                         |                                                                  |                                 |
| Aucun titulaire | Aucun titulaire                                             | Aucun titulaire                                                                                        | Aucun titulaire                 | Aucun titulaire                                         | Aucun titulaire                                                                         | Juppé 1                                                          | 18/05/1995-02/06/1997           |
| Aucun titulaire | Aucun titulaire                                             | Aucun titulaire                                                                                        | Aucun titulaire                 | Aucun titulaire                                         | Aucun titulaire                                                                         | Juppé 2                                                          | 18/05/1995-02/06/1997           |
| | Martine Aubry                                               | Ministre de l'Emploi et de la Solidarité                                                               | PS                              | Plein exercice                                          | Plein exercice                                                                          | Jospin                                                           | 02/06/1997-27/03/200            |
| | Ségolène Royal                                              | Ministre déléguée à la Famille et à l'Enfance                                                          | PS                              | Martine Aubry                                           | Ministre de l'Emploi et de la Solidarité                                                | Jospin                                                           | 27/03/2000-27/03/2001           |
| Ministre déléguée à la Famille, à l'Enfance et aux Personnes handicapées                                                       | Ségolène Royal                                              | 27/03/2001-06/05/2002                                                                                  | PS                              | Martine Aubry                                           | Ministre de l'Emploi et de la Solidarité                                                | Jospin                                                           |                                 |
| Ministre déléguée à la Famille, à l'Enfance et aux Personnes handicapées                                                       | Ségolène Royal                                              | 27/03/2001-06/05/2002                                                                                  | PS                              | Élisabeth Guigou                                        | Ministre de l'Emploi et de la Solidarité                                                | Jospin                                                           |                                 |
| | Jean-François Mattei                                        | Ministre de la Santé, de la Famille et des Personnes handicapées                                       | DL                              | Plein exercice                                          | Plein exercice                                                                          | Raffarin 1                                                       | 07/0/2002-31/03/2004            |
| | Christian Jacob                                             | Ministre délégué à la Famille                                                                          | UMP                             | Jean-François Mattei                                    | Ministre de la Santé, de la Famille et des Personnes handicapées                        | Raffarin 2                                                       | 17/06/2002-31/03/2004           |
| | Marie-Josée Roig                                            | Ministre de la Famille et de l'Enfance                                                                 | UMP                             | Plein exercice                                          | Plein exercice                                                                          | Raffarin 3                                                       | 31/03/2004-29/11/2004           |
| | Philippe Douste-Blazy                                       | Ministre des Solidarités, de la Santé et de la Famille                                                 | UMP                             | Plein exercice                                          | Plein exercice                                                                          | Raffarin 3                                                       | 29/11/2004-31/05/2005           |
| | Philippe Bas                                                | Ministre délégué à la Sécurité sociale, aux Personnes âgées, aux Personnes handicapées et à la Famille | UMP                             | Xavier Bertrand                                         | Ministre de la Santé et des Solidarités                                                 | Villepin                                                         | 02/06/2005-26/03/2007           |
| Ministre de la Santé, des Solidarités, de la Sécurité sociale, des Personnes âgées, des Personnes handicapées et de la Famille | Philippe Bas                                                | Plein exercice                                                                                         | Plein exercice                  | 26/03/2007-15/04/2007                                   |                                                                                         | Villepin                                                         |                                 |
| Présidence de Nicolas Sarkozy                                                                                                  |                                                             | |                                 |                                                         |                                                                                         |                                                                  |                                 |
| | Xavier Bertrand                                             | Ministre du Travail, des Relations sociales et de la Solidarité                                        | UMP                             | Plein exercice                                          | Plein exercice                                                                          | Fillon 1                                                         | 17/04/2007-18/06/2007           |
| Fillon 2 | Xavier Bertrand                                             | Ministre du Travail, des Relations sociales et de la Solidarité                                        | UMP                             | Plein exercice                                          | Plein exercice                                                                          | 19/06/2007-18/03/2008                                            |                                 |
| Fillon 2 |                                                             | Nadine Morano                                                                                          | UMP                             | Secrétaire d'État chargée de la Famille                 | Xavier Bertrand                                                                         | Ministre du Travail, de la Solidarité et de la Fonction publique | 18/03/2008-23/06/2009           |
| Fillon 2 | Secrétaire d'État chargée de la Famille et de la Solidarité | Nadine Morano                                                                                          | UMP                             | 23/06/2009-13/11/2010                                   | Xavier Bertrand                                                                         | Ministre du Travail, de la Solidarité et de la Fonction publique |                                 |
| | Roselyne Bachelot-Narquin                                   | Ministre des Solidarités et de la Cohésion sociale                                                     | UMP                             | Plein exercice                                          | Plein exercice                                                                          | Fillon 3                                                         | 14/11/2010-29/11/2011           |
| | Claude Greff                                                | Secrétaire d'État chargée de la Famille                                                                | UMP                             | Roselyne Bachelot-Narquin                               | Ministre des Solidarités et de la Cohésion sociale                                      | Fillon 3                                                         | 29/06/2011-10/05/2012           |
| Présidence de François Hollande                                                                                                |                                                             | |                                 |                                                         |                                                                                         |                                                                  |                                 |
| | Dominique Bertinotti                                        | Ministre déléguée chargée de la Famille                                                                | PS                              | Marisol Touraine                                        | Ministre des Affaires sociales et de la Santé                                           | Ayrault 1                                                        | 16/05/2012-20/06/2012           |
| Ayrault 2 | Dominique Bertinotti                                        | Ministre déléguée chargée de la Famille                                                                | PS                              | Marisol Touraine                                        | Ministre des Affaires sociales et de la Santé                                           | 20/06/2012-31/03/2014                                            |                                 |
| | Laurence Rossignol                                          | Secrétaire d'État chargée de la Famille, des Personnes âgées et de l'Autonomie                         | PS                              | Marisol Touraine                                        | Ministre des Affaires sociales et de la Santé                                           | Valls 1                                                          | 31/03/2014-25/08/2014           |
| Secrétaire d'État chargée de la Famille, de l'Enfance, des Personnes âgées et de l'Autonomie                                   | Laurence Rossignol                                          | 17/06/2015-26/08/2014                                                                                  | PS                              | Marisol Touraine                                        | Ministre des Affaires sociales et de la Santé                                           | Valls 1                                                          |                                 |
| Secrétaire d'État chargée de la Famille, de l'Enfance, des Personnes âgées et de l'Autonomie                                   | Laurence Rossignol                                          | Valls 2                                                                                                | PS                              | Marisol Touraine                                        | Ministre des Affaires sociales et de la Santé                                           | 26/08/2014-11/02/2016                                            |                                 |
| Ministre des Familles, de l'Enfance et des Droits des femmes                                                                   | Laurence Rossignol                                          | Valls 2                                                                                                | PS                              | Plein exercice                                          | Plein exercice                                                                          | 11/02/2016-06/12/2016                                            |                                 |
| Ministre des Familles, de l'Enfance et des Droits des femmes                                                                   | Laurence Rossignol                                          | Cazeneuve                                                                                              | PS                              | Plein exercice                                          | Plein exercice                                                                          | 06/12/2016-10/04/2017                                            |                                 |
| Présidence d'Emmanuel Macron                                                                                                   |                                                             | |                                 |                                                         |                                                                                         |                                                                  |                                 |
| | Agnès Buzyn                                                 | Ministre des Solidartés et de la Santé                                                                 | DVG                             | Plein exercice                                          | Plein exercice                                                                          | Philippe 1                                                       | 17/05/2017-16/02/2020           |
| | Adrien Taquet                                               | Secrétaire d'État auprès du ministre des Solidarités et de la Santé,                                   | LREM                            | Olivier Véran                                           | Ministre des Solidarités et de la Santé                                                 | Philippe 2                                                       | 25/01/2019-06/07/2020           |
| Secrétaire d'État chargé de l'Enfance et des Familles                                                                          | Adrien Taquet                                               | Castex                                                                                                 | LREM                            | Olivier Véran                                           | Ministre des Solidarités et de la Santé                                                 | 26/07/2020-20/04/2022                                            |                                 |
| | Charlotte Caubel                                            | Secrétaire d'État chargée de l'Enfance                                                                 | HOR                             | Élisabeth Borne                                         | Première ministre                                                                       | Borne                                                            | 20/05/2022-11/01/2024           |
| | Sarah El Haïry                                              | Ministre déléguée chargée de l'Enfance, de la Jeunesse et des Familles                                 | MoDem                           | Catherine Vautrin                                       | Ministre du Travail, de la Santé et des Solidarités                                     | Attal                                                            | 08/02/2024-21/09/2024           |
| Nicole Belloubet | Sarah El Haïry                                              | Ministre déléguée chargée de l'Enfance, de la Jeunesse et des Familles                                 | MoDem                           | Ministre de l’Éducation nationale et de la Jeunesse     |                                                                                         | Attal                                                            | 08/02/2024-21/09/2024           |
| Éric Dupond-Moretti | Sarah El Haïry                                              | Ministre déléguée chargée de l'Enfance, de la Jeunesse et des Familles                                 | MoDem                           | Garde des Sceaux, ministre de la Justice                |                                                                                         | Attal                                                            | 08/02/2024-21/09/2024           |
| | Agnès Canayer                                               | Ministre déléguée chargée de la Famille et de la Petite Enfance                                        | LR                              | Paul Christophe                                         | Ministre des Solidarités, de l’Autonomie et de l’Égalité entre les femmes et les hommes | Barnier                                                          | 21/09/2024-23/12/2024           |
| | Catherine Vautrin                                           | Ministre du Travail, de la Santé, des Solidarités et des Familles                                      | RE                              | Plein exercice                                          | Plein exercice                                                                          | Bayrou                                                           | 23/12/2024-en cours             |

## Haut-commissariat à l'enfance
En février 2025, est créé par décret un haut-commissariat à l'enfance auprès de la ministre chargée de l'enfance. Cet organe a notamment pour rôle de coordonner l'action du gouvernement en matière de politique de l'enfance ainsi que la concertation avec les acteurs.
La haute-commissaire travaille en lien avec les ministres de l'Éducation national et de la Justice.

### Liste des titulaires
|  | Sarah El Haïry | Haute-commissaire à l'enfance | MoDem | Catherine Vautrin | Ministre du Travail, de la Santé, des Solidarités et des Familles | 05/03/2025-en cours |